# Emil Kobierzycki
Emil Kobierzycki (ur. 4 czerwca 1892 we Lwowie, zm. 9 stycznia 1963 w Bytomiu) – ksiądz infułat, wikariusz kapitulny Administracji Śląska Opolskiego (1951–1956).

## Życiorys
Był synem Jana Kobierzyckiego i Marii z d. Merz. Jego ojciec był radcą Namiestnictwa Galicji.
Był uczniem gimnazjów w Brzeżanach i Złoczowie. Po zdaniu w 1912 egzaminu maturalnego wstąpił do seminarium duchownego we Lwowie. W czasie I wojny światowej został razem z ojcem, i wujem, ks. Kajetanem Gruszeckim wywieziony przez wojska rosyjskie do Irkucka. Uwolniony, kontynuował naukę w seminarium w Saratowie, następnie powrócił do Lwowa, tam 7 lipca 1918 przyjął święcenia kapłańskie. Następnie został wikariuszem w Sokolnikach. Tam uniknął śmierci z rąk ukraińskich w czasie akcji pacyfikacyjnej. W kolejnych latach pracował w parafii Św. Marii Magdaleny we Lwowie (1918-1920), Zazulach (1920-1924), Bełzie (1924-1925) oraz proboszcz w Ponikwie (1925-1930), Strusowie (1930-1937) i Brodach (1937-1944). W marcu 1944 zatrzymany przez Niemców, zdołał uciec, w tym samym roku wyjechał do diecezji tarnowskiej, w lipcu 1945 uzyskał we Wrocławiu jurysdykcję do pracy z ludnością polską w Opolu. 
Początkowo mieszkał w parafii Świętych Apostołów Piotra i Pawła, od października 1945 do 1951 w parafią Matki Boskiej Bolesnej. Był członkiem Rady Diecezjalnej. Po wydaleniu przez władze komunistyczne administratora diecezji Bolesława Kominka został w styczniu 1951 pod naciskiem funkcjonariuszy UB wybrany wikariuszem kapitulnym przez radę konsultorów diecezjalnych. W konsekwencji prymas Polski Stefan Wyszyński zdecydował się 1 lutego 1951 mianować go wikariuszem generalnym (wobec władz państwowych występował jako wikariusz kapitulny). W tej roli w 1954 zdecydował się pod naciskiem władz państwowych na usunięcie z terenu Śląska Opolskiego 20 księży autochtonów oraz zlikwidował ok. 150 żeńskich domów zakonnych. 
Po przejęciu władzy w diecezji przez Franciszka Jopa został w grudniu 1956 kuratorem Niższego Seminarium Duchownego w Gliwicach, od sierpnia 1957 pracował w parafii Najświętszego Serca Pana Jezusa w Bytomiu (od października 1957 jako administrator), od czerwca 1958 do 1963 był proboszczem w parafii Świętej Trójcy w Bytomiu. 
Jest pochowany na cmentarzu Mater Dolorosa w Bytomiu.